# Ramariopsis agglutinata
Ramariopsis agglutinata är en svampart som beskrevs av R.H. Petersen 1988. Ramariopsis agglutinata ingår i släktet Ramariopsis och familjen fingersvampar.   Inga underarter finns listade i Catalogue of Life.